# Afanasij Ivanovič Krasovski
Afanasij Ivanovič Krasovski (rusko Афанасий Иванович Красовский), ruski general, * 1781, † 1843.
Bil je eden izmed pomembnejših generalov, ki so se borili med Napoleonovo invazijo na Rusijo; posledično je bil njegov portret dodan v Vojaško galerijo Zimskega dvorca.

## Življenje
Leta 1804 je pričel z vojaško kariero. Udeležil se je rusko-turške vojne 1806–12, nato pa je bil med 1. januarjem 1812 in 13. januarjem 1813 poveljnik 14. lovskega polka; slednji se je preimenoval v 14. grenadirski lovski polk in mu je nato poveljeval vse do 1. septembra 1814. 
Med patriotsko vojno se je odlikoval in bil povišan v generalmajorja. Med rusko-perzijsko vojno 1826–27 je bil poveljnik korpusa; leta 1831 se je udeležil tudi vojne proti Poljakom. 